# Sabrina Online
Sabrina Online es un webcómic estadounidense creado y diseñado en 1996 por Eric W. Schwartz siendo uno de los más conocidos de la subcultura furry.
Cada tira ha sido dibujada mediante el sistema operativo Commodore Amiga del cual el propio Schwartz hace mención en ocasiones. Salvo algunas excepciones especiales (cada cien publicaciones), el webcómic es en blanco y negro.
En 2001, Schwartz fue galardonado con el Web Cartoonist Choice Award a la "Mejor Historieta Romántica".

## Resumen
Sabrina Skunk es una joven mofeta que trabaja como diseñadora gráfica en los estudios de cine erótico ZZ mientras intenta evadir el continuo acoso al que se ve sometido por su jefa y amiga del trabajo: Zig Zag (personaje híbrido entre tigre y mofeta).
En su vida privada comparte apartamento con su amiga Amy Squirrel (una ardilla) y el novio, y posteriormente marido Thomas Wolf (lobo). Mientras avanza la relación entre estos dos, Sabrina pasa el tiempo conectada a internet chateando con su amiga: Carli (chinchilla), la cual le presenta al que pasa a ser su nuevo novio y futuro marido Richard, un mapache que también responde al nombre de R.C.